# Západní Morava (řeka)
Západní Morava (srbsky Западна Морава) je řeka v Srbsku. Je levou zdrojnicí Velké Moravy. Je 308 km dlouhá. Povodí má rozlohu přibližně 15 849 km².

## Průběh toku
Vzniká soutokem zdrojnic Golijska Moravica a Đetinja východně od Požegy. Na horním toku protéká mezi horami a na dolním předhůřím a mezi kopci. Po soutoku s Jižní Moravou tvoří Velkou Moravu.

### Přítoky
- zleva – Kamenica, Čemernica, Gruža
- zprava – Belica, Ibar (délka 272 km), Rasina

## Vodní režim
Nejvyšší vodnosti dosahuje na jaře. Průměrný průtok vody v ústí činí 120 m³/s).

## Využití
Využívá se na zavlažování, k plavení dřeva a zisku vodní energie. Leží na ní města Čačak, Kraljevo, Trstenik.